# Небојша Ћирић
Небојша Ћирић (Бор, 12. јануар 1974) je бивши министар за економију и регионални развој у Влади Републике Србије. Био је члан Г17 плус.
Рођен је 1974. године у Бору, а дипломирао је на Београдском Универзитету на Факултету за економију.